# Millepora tenera
Millepora tenera is een hydroïdpoliep uit de familie Milleporidae. De poliep komt uit het geslacht Millepora. Millepora tenera werd in 1948 voor het eerst wetenschappelijk beschreven door Hilbrand Boschma. 